# ادبیات شگرف

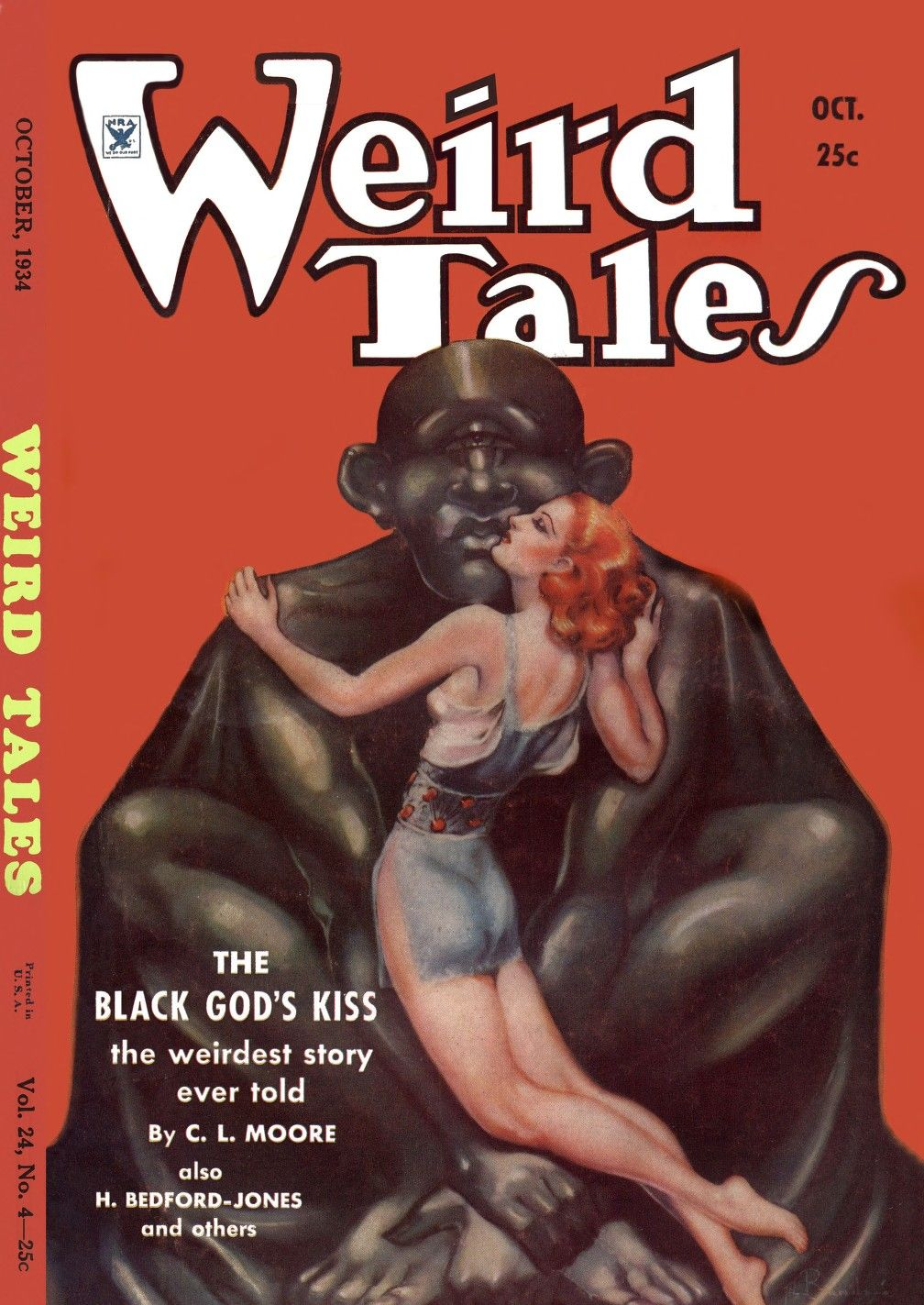
جلد مجله پالپ ویرد تیلز (Weird Tales؛ اکتبر ۱۹۳۴، جلد ۲۴، شماره ۴) که بوسه خدای سیاه اثر سی ال مور (اولین داستان ژیرل جویری) را به نمایش می گذارد. جلد از مارگارت بروندج.

ادبیات شگرف (به انگلیسی: Wired Fiction) گونه‌ای ادبی است که زیرمجموعه‌ای از ادبیات گمانه‌زن محسوب می‌شود و در اواخر قرن نوزدهم و اوایل قرن بیستم ساخته شده‌است. می‌توان گفت که این ژانر داستان‌های روح و داستان‌های خوفناک دیگر که مربوط به مرگ می‌شوند را شامل می‌شود. ادبیات شگرف آمیخته‌ای از ادبیات وحشت و ادبیات فانتزی در زمینه‌ای از ماوراطبیعی، افسانه‌ای و حتی علمی تشکیل شده‌است. نویسندگان بریتانیایی که این سبک را پذیرفته‌اند، اغلب کار خود را در مجلات ادبی، حتی پس از انتشار مجلات پالپ آمریکا، منتشر کرده‌اند.
نویسندگان معروف ادبیات شگرف شامل ادگار آلن پو، ویلیام هوپ هاجسون، اچ پی لاوکرافت، ادوارد پلانکت، آرتور ماچن، ام. آر. جیمز و کلارک اشتون اسمیت هستند.
ادبیات شگرف عمدتاً به عنوان یک توصیف تاریخی برای آثار از دهه ۱۹۳۰ مورد استفاده قرار گرفته‌است، این اصطلاح نیز از دهه ۱۹۸۰ گاهی برای توصیف داستان‌های عامیانه که ترکیبی از ترسناک، فانتزی و علمی تخیلی است، به‌طور فزاینده‌ای استفاده شده‌است.

## ادبیات شگرف نو
این نوع از ادبیات بیشتر توسط نویسندگانی مانند جف وندرمیر، آن وندمیر و چاینا میه ویل استفاده شده‌اند؛ این‌گونه از ادبیات شگرف یک پدیده نوپا است که آن را «شگرف نو» می‌نامند.
این ژانر را شاید بشود این‌طور تعریف کرد: «داستان‌هایی که مضامین و کلیشه‌های خیالی را می‌گیرند و به نحوی به آن می‌پردازند که خواننده معذب شود. وانگهی برخلاف بخش اعظم علمی تخیلی و فانتزی، نحوهٔ روایتِ داستان در ادبیات شگرف نو، واقع گرایانه و عادی است. انگار مشغول خواندن ادبیاتی از جریان اصلی (mainstream) هستید که صرفاً مضمون علمی تخیلی یا وحشت هم دارد»

## تاریخچه
اچ پی لاوکرافت اصطلاح را از شریدن لفانو برگرفت و آن را در مقالات خود محبوب کرد. در «ادبیات وحشت ماوراطبیعی»، لاوکرافت این ژانر را اینطور تعریف می‌کند:
داستان شگرف واقعی چیزی بیش از قتل‌های مخفی، استخوان‌های خونین یا نبرهای قبیله‌ای به‌شمار می‌آید. یک فضای خاصی از نگرانی بی پایان و غیرقابل توضیح نیروهای ناشناخته بیرونی باید وجود داشته باشد؛ و باید یک نکته وجود داشته باشد که با جدیت و ظلم وحشتناک‌ترین درک مغز انسان از شرایط را تبدیل به موضوع داستان کند. مربوط به، یک تعلیق بد و خاص که قوانین ثابت طبیعت را بشکند و تنها محافظ ما در برابر شیاطین و هرج و مرج است.
مجله پالپ «داستان‌های شگرف» را از سال ۱۹۲۳ تا اواخر سپتامبر سال ۱۹۵۴ در ایالات متحده منتشر کرد. اس. تی. جاشی چندین بخش از داستان شگرف را شرح می‌دهد که شامل وحشت ماوراطبیعی داستان ارواح، داستان علمی تخیلی، فانتزی و داستان‌های وحشتناک مبهم است و استدلال می‌کند که «داستان شگرف» عمدتاً نتیجه دلایل فلسفی و زیبایی‌شناسی نویسندگان مربوط به این نوع داستان است.
اگر چه لاوکرافت یکی از نویسندگان قرن نوزدهم بود که کار خود را با عنوان «ادبیات شگرف» توصیف کرد، این اصطلاح از تجسم معاصر در داستان شگرف نو برخوردار است. به عنوان مثال، چاینا میه ویل اغلب به کار خود به عنوان ادبیات شگرف اشاره می‌کند.
بسیاری از نویسندگان وحشت نیز خود را در سنت شگرف قرار داده‌اند، از جمله کلایو بارکر و رمزی کمپبل که کارهای اولیه او عمیقاً تحت تأثیر لاوکرافت بوده‌است.